# Ramón Torralba

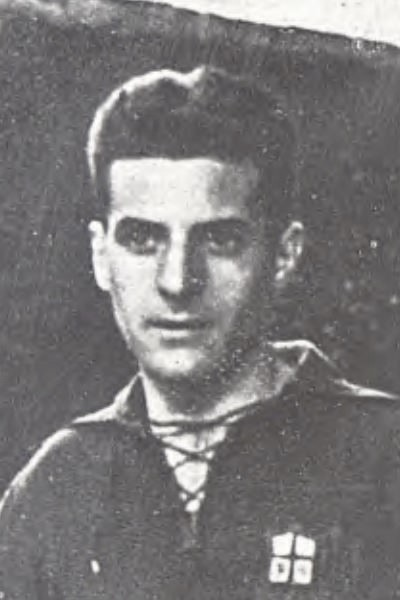
Ramón Torralba

Ramón Torralba (Ardisa, 1887 – Barcelona, ?) was een Spaans voetballer. Hij speelde als middenvelder vijftien seizoenen voor FC Barcelona (1913-1928), wat hem de bijnaam La Vella (De Oude) opleverde.
Torralba won met FC Barcelona vijf Copas del Rey (1920, 1922, 1925, 1926, 1928) en tien Catalaanse titels (1916, 1919, 1920, 1921, 1922, 1924, 1925, 1926, 1927, 1928). In 1928 stopte Torralba na 475 wedstrijden te hebben gespeeld bij Barça. Hij nam afscheid met een erewedstrijd op 1 juli 1928 in het Camp de Les Corts, het toenmalige stadion van  FC Barcelona.